# San Pelayo (Colombia)
San Pelayo è un comune della Colombia facente parte del dipartimento di Córdoba.
Il centro abitato venne fondato da Antonio De la Torre y Miranda nel 1772, mentre l'istituzione del comune è del 1923.